# Municipio de Thompson (Illinois)
El municipio de Thompson (en inglés: Thompson Township) es un municipio ubicado en el condado de Jo Daviess en el estado estadounidense de Illinois. En el año 2010 tenía una población de 841 habitantes y una densidad poblacional de 8,82 personas por km².

## Geografía
El municipio de Thompson se encuentra ubicado en las coordenadas 42°25′6″N 90°9′16″O / 42.41833, -90.15444. Según la Oficina del Censo de los Estados Unidos, el municipio tiene una superficie total de 95.33 km², de la cual 93,64 km² corresponden a tierra firme y (1,78 %) 1,7 km² es agua.

## Demografía
Según el censo de 2010, había 841 personas residiendo en el municipio de Thompson. La densidad de población era de 8,82 hab./km². De los 841 habitantes, el municipio de Thompson estaba compuesto por el 98,34 % blancos, el 0,24 % eran afroamericanos, el 0,24 % eran asiáticos, el 0,12 % eran de otras razas y el 1,07 % eran de una mezcla de razas. Del total de la población el 1,07 % eran hispanos o latinos de cualquier raza.